# Marcello Fogolino
Marcello Fogolino (Vicenza, 1483 / 1488 circa – dopo il 1558) è stato un pittore italiano.

## Biografia
Marcello Fogolino, nato probabilmente a Vicenza fra il 1483 e il 1488 da una famiglia di origine friulana, è l'artista che più a lungo operò al servizio del Principe Vescovo Bernardo Clesio. Egli contribuì, insieme al Romanino, ai fratelli Dosso Dossi e Battista Dossi, all'affermazione della pittura rinascimentale in Trentino, mettendo a frutto la sua particolare predisposizione ad assimilare rapidamente svariati linguaggi pittorici, avvicinati nel tempo a contatto con diversi artisti italiani.

La sua formazione avvenne presumibilmente presso il padre, anch'egli pittore, integrata dalla frequentazione delle migliori botteghe presenti allora nell'area veneto-friulana. Dichiara di aver operato per otto anni a Venezia, mentre nei primi anni '20 risulta essere a Pordenone dove esegue alcuni dipinti, fra cui due pale per il Duomo. Nel 1526 viene accusato, insieme al fratello Matteo, pure lui pittore, di aver assassinato un barbiere in Friuli; chiamati a presentarsi in giudizio a Udine, i due fratelli fuggono invece a Trento, venendo banditi da tutto il territorio della Repubblica Veneta. Arrivati in città nel 1527, subito si diedero da fare per ottenere un salvacondotto, concesso e più volte rinnovato dal governo veneziano in cambio di informazioni politiche.
Dopo un iniziale periodo di difficoltà a causa della mancanza di lavoro, per il Fogolino si presentò l'occasione di partecipare alla decorazione del Magno Palazzo di Bernardo Cles. Ottenuta la fiducia del cardinale, il pittore veneto, a partire dal 1531, si mise al suo servizio, affrescando dapprima alcuni fregi sul prospetto dell'edificio, in seguito la serie degli imperatori romani e gli episodi della vita di Giulio Cesare nella Camera terrena del Torrion da basso, mostrando di non essere indifferente alle suggestioni derivanti dallo stile degli altri due pittori protagonisti, Dosso e Romanino, impegnati come lui nella decorazione del palazzo.
L'attività per conto del Principe Vescovo, tuttavia, non si limitò ai lavori al Castello del Buonconsiglio, ma lo vide presente, almeno fino al 1535-1536, nelle proprietà vescovili anche in centri più periferici, come Castel Selva presso Levico, il Palazzo di Cavalese, Castel Cles, il Palazzo assessorile di Cles e Castel Toblino nelle omonime località.
Per quanto riguarda l'opera di Fogolino a Trento, un suo intervento sicuro c'è stato per gli affreschi di Palazzo Sardagna e per parte della facciata della cosiddetta Casa Rella, in piazza Duomo. Intensa fu anche la produzione di dipinti a tema sacro; in questo giro d'anni, infatti, realizzò pale d'altare sia per chiese cittadine (Duomo e San Marco), sia per località limitrofe (Sardagna, Povo, Caneve, Calavino). Dai documenti sappiamo che il soggiorno fogoliniano a Trento fu spesso inframmezzato da viaggi in Friuli. 
Nel 1547 si recò ad Ascoli Piceno dove decora un salone al piano nobile di un'ala del palazzo vescovile con un ciclo tratto dalle Storie di Mosè. Il committente, il vescovo Filos Roverella, che aveva probabilmente conosciuto il pittore a Trento durante i lavori conciliari, lo convocò ad Ascoli per la decorazione del salone di rappresentanza dell'ala del palazzo da egli stesso fatta edificare. Il ciclo si caratterizza per alcuni interessanti spunti narrativi ed una vivacità cromatica, elemento dovuto anche al fatto che la decorazione è rimasta occultata per quasi due secoli fino alla sua riscoperta nel 1961.
Di nuovo a Trento negli anni '40, il Fogolino portò a termine per il nuovo Principe Vescovo, Cristoforo Madruzzo, la decorazione della sua villa suburbana appena edificata, il Palazzo delle Albere, mentre nel 1548 affrescò a Bressanone la cappella del palazzo vescovile, in seguito distrutta. A lui sono attribuiti gli affreschi di due sale in Palazzo Sardagna, già sede, sino al 2013, del Museo tridentino di scienze naturali.
Nel 1558 in una lettera spedita a Trento da Innsbruck si chiedevano notizie sul suo conto, in previsione di un incarico concernente la decorazione della residenza imperiale di quella città. È l'ultimo documento che riguarda il Fogolino che, tuttavia, non si sa se a quella data fosse ancora in vita.

## Opere
- Berlino, Staatliche Museen
  - Madonna e Santi
- Vicenza, Pinacoteca Civica di Palazzo Chiericati
  - Adorazione dei Magi
- Pergine Valsugana, Palazzo a Prato
  - Madonna con Bambino e santi
- Pordenone, Duomo
  - Tre santi

- Tassullo, Castel Valer

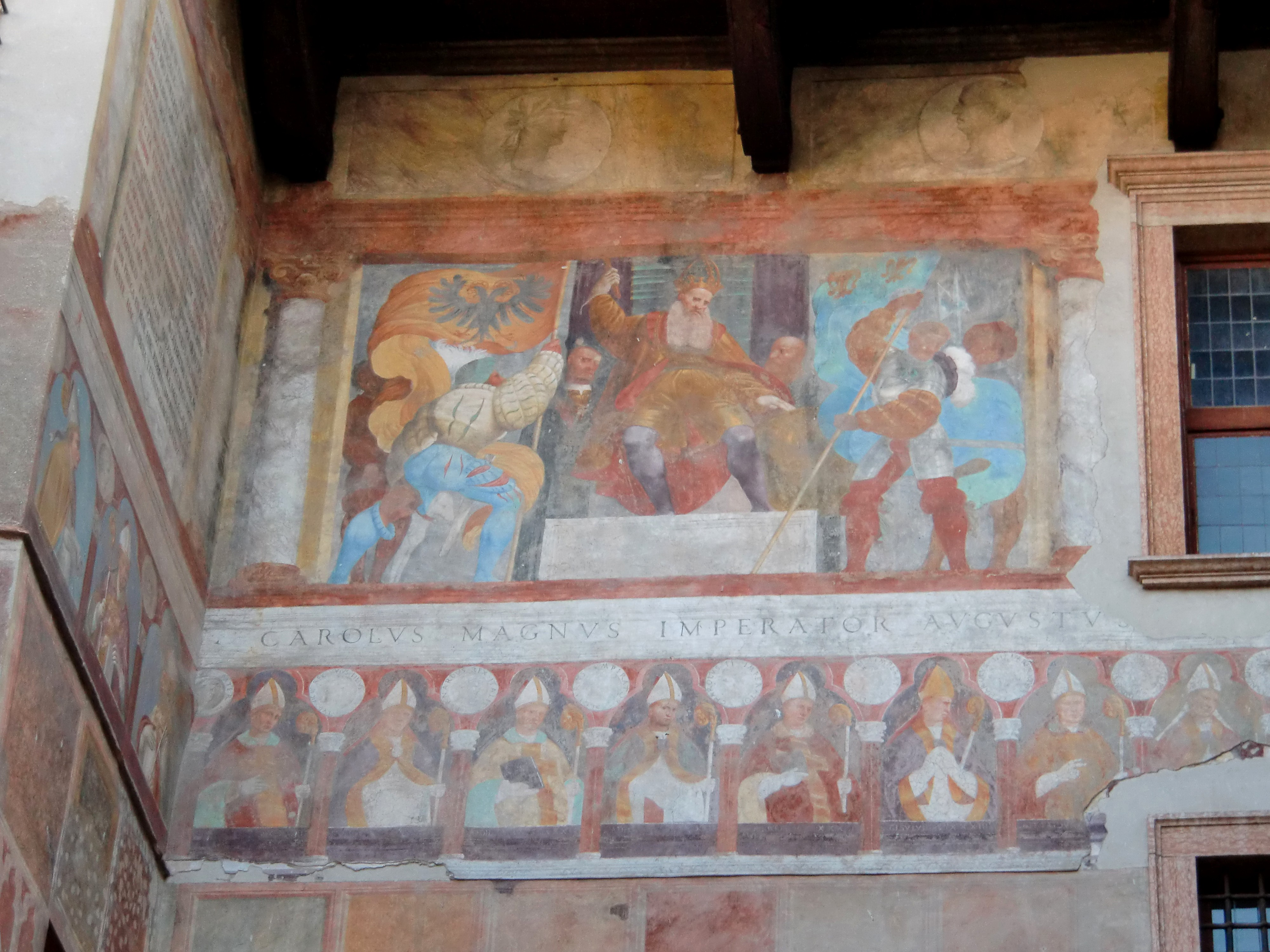
Carlo Magno in trono, Trento, Castello del Buonconsiglio

  - affreschi nelle Stanze Madruzziane

- Madruzzo, Castel Toblino
  - affreschi piano padronale

- Trento
  - Castello del Buonconsiglio, Storie della vita di Giulio Cesare, affreschi
  - Duomo, S. Anna con la Vergine e santi, pala d'altare
  - Palazzo Sardagna, affreschi sulle volte delle sale al pianterreno
- Ascoli Piceno, Palazzo Roverella
  - Storie di Mosè, affreschi